# Fletcher Henderson
Fletcher Henderson (Cuthbert (Georgia), 18 de diciembre de 1897-Nueva York, 28 de diciembre de 1952) fue un pianista y arreglista estadounidense, músico clave para el desarrollo de la "big band" (gran orquesta). Su madre era profesora de piano y le inició en el instrumento. Su padre y su hermano también eran músicos. Hasta 1920, su único interés musical era la música clásica.

## Biografía

### Primera época
En 1920, se traslada a Nueva York para terminar sus estudios de química y, una vez allí, conseguir trabajo como químico. Sin embargo, debido al hecho de ser de raza negra no consigue trabajo y comienza a trabajar como músico en un barco del río Hudson. Finalmente consigue un empleo en la editorial de música "Pace Handy Music Company" y acaba siendo el director musical de la compañía "Black Swan".
Realizó una gira con la cantante Ethel Waters en el verano de 1921 y a la vuelta grabó al piano junto a Bessie Smith. En 1924 ya tenía una gran fama como músico y se atrevió a dar el paso de formar una banda estable. Así surgió la "Fletcher Henderson Orchestra" cuyos primeros solistas fueron: Joe Smith a la corneta, Don Redman al saxo alto, y un joven llamado Coleman Hawkins al saxo tenor. Un pequeño contrato con el club Alabam facilitó el arranque de la orquesta. En 1924, Henderson consiguió un contrato importante en el célebre "Roseland Ballroom". Sus propietarios olieron el creciente interés del público por la nueva música negra que empezaba a germinar.
Fletcher Henderson hizo venir de Chicago a Louis Armstrong, que en aquel tiempo solo era un joven cornetista que había tocado con la banda del maestro King Oliver. Louis Armstrong sólo permanecería con Henderson hasta finales de 1925, pero sería tiempo suficiente para revolucionar el concepto musical de Henderson.
El cerebro de la orquesta era Don Redman, un músico que desarrolló por primera vez conceptos fundamentales para las big bands como la orquestación por secciones, al dividir las líneas melódicas entre los metales y las maderas. No menos importante fue su trabajo sobre el concepto de riff y el posterior establecimiento de lo que sería la formación básica de una Big Band: 3 trompetas, 2 trombones, 4 maderas (saxofones/clarinetes) y la sección rítmica con piano, guitarra (o banjo) contrabajo (o tuba) y batería. Con Redman y Armstrong, la orquesta de Fletcher Henderson, se convirtió en la primera big band importante de la historia.
En 1927, la orquesta ya no contaba con Armstrong y Redman abandonó la orquesta para irse con la orquesta "McKinney's Cotton Pickers" de Detroit. Un fatal accidente de coche de Henderson afectó el desarrollo de la orquesta de tal manera que se vio obligado a disolverla temporalmente.

### La época del Swing
En 1928 un contrato en el club "Connie's" de Nueva York permitió a Fletcher reagrupar a algunos de sus músicos y reconstruir la orquesta. Así permaneció, entre aciertos y errores hasta 1933, año en que se produce una revitalización de la misma con la incorporación del trompetista, Henry "Red" Allen y el trombonista Dickie Wells.
En aquella época, la orquesta ofrece un claro anticipo de lo que, años después, estallará con el nombre de Swing. En el invierno de 1934, la banda vuelve a disolverse por problemas económicos y por la marcha del saxofonista estrella Coleman Hawkins hacia Europa. Henderson trabajó como arreglista en la orquesta de Benny Goodman.
En 1936, Henderson volvió   organizar un potente grupo con figuras como Chu Berry al saxo tenor, Roy Eldridge a la trompeta y Sid Catlett a la batería. Con esta formación logró mayores logros comerciales pero una vez más no supo rentabilizar el éxito.
Durante la década de 1940 reorganizó su big band para tocar en los salones Roseland y Savoy en ciertas ocasiones. En 1939 trabajó como arreglista para la Big Band de Benny Goodman y volvió a hacerlo por un breve período de tiempo en 1947. De nuevo realizó una gira con Ethel Waters durante 1948-1949. En 1950 formó un sexteto de jazz.
Fletcher Henderson murió en medio del desinterés general por su música. Paradójicamente, la más importante recopilación discográfica hecha sobre la obra de Henderson se titula "Un estudio sobre la frustración" (Columbia 1962). Sus textos describen la trayectoria musical y vital de un músico que fue catalizador de hallazgos fundamentales en la evolución de la Big Band, pero que fue incapaz de rentabilizarlos a lo largo de toda su carrera. Sus composiciones, su música y sus arreglos contribuyeron al éxito de Benny Goodman, coronado entonces por el público y la crítica como "El rey del swing" mientras que él se veía incapaz de mantener económicamente a su propia orquesta.